# Nederlandse landschapsstijl
De Nederlandse landschapsstijl is een verzamelnaam van twee Nederlandse landschapsstijlen die werden toegepast binnen de tuin- en landschapsarchitectuur in Nederland. De stijl werd veelal toegepast in de periode 1750-1870. De stijl valt op te delen in de:
- Vroege landschapsstijl (1750-1815)
- Late landschapsstijl (1815-1870)

Bij benaming heeft het gebruik van een van deze specifieke landschapsstijlen de voorkeur.